# 联合国第三次气候变化谈判
联合国第三次气候变化谈判将于2010年8月2日-6日在德国波恩举行，以为年底在墨西哥坎昆召开的联合国气候变化大会做准备。本次会议有来自近190个国家的4500多名代表参加谈判。